# 성의여자고등학교
성의여자고등학교(聖義女子高等學校)는 대한민국 경상북도 김천시 평화동에 있는 사립 고등학교로, 이 학교는 대한제국 시대 말기인 1901년 8월 1일에 경북사립김천성의여학교로 처음 개교되었다.

## 학교 연혁
- 1901년 8월 1일 : 김성학(아릭스)신부 김천 본당(현재 황금동 성당)에 성의학교 창립
- 1911년 2월 2일 : 성의학교 여자부 설립
- 1934년 10월 10일 : 교사 본관 준공(붉은 벽돌 2층 6교실 연면적 429m2)
- 1947년 4월 1일 : 성의학원 중등과정 개설, 최재선(요한)신부 초대 학원장 취임
- 1949년 5월 7일 : 성의여자초급중학교 개교, 최재선(요한)신부 초대 교장 취임
- 1950년 1월 31일 : 성의중학교로 개칭(남자부 3학급, 여자부 3학급) 인가
- 1952년 4월 25일 : 성의상업고등학교 개교(남ㆍ여자부 병설) 최재선(요한)신부 초대 교장 취임
- 1961년 10월 18일 : 김천시 평화동 406-6번지에 여자부 교사 준공(3층 26교실 연면적 2,501.3m2)
- 1970년 3월 1일 : 성의여자상업고등학교 개교, 김순복(베다)수녀 제4대 교장 취임(9학급 인가)
- 1974년 8월 30일 : 특별교실 준공(철근콘크리트 5층 5교실 연면적 547.25m2)
- 1977년 12월 8일 : 백합관 준공(철근콘크리트, 대강당 및 도서관, 연면적 2,125.53m2)
- 1979년 1월 9일 : 학급증설 인가(24학급)
- 1979년 9월 4일 : 교명 변경(성의여자종합고등학교 상업과 12학급, 보통과 12학급 인가)
- 1985년 12월 8일 : 구관 4층 증축(철근콘크리트 슬라브 8교실 연면적 776.5m2)
- 2001년 3월 1일 : 교명 변경(성의여자종합고등학교에서 성의여자고등학교로 개칭)
- 2003년 12월 30일 : 알렉스관 준공(철근콘크리트 4층 12개 교실 연면적 1,994m2)
- 2012년 4월 20일 : 파비아노 체육관 준공(철근콘크리트, 연면적 1,331m2)
- 2016년 2월 18일 : 마리아생활관(기숙사) 준공 (지하1층~지상4층, 연면적 2,188,200m2)
- 2021년 3월 1일 : 고교학점제 선도학교 운영
- 2022년 9월 1일 : 홍기선 제15대 교장 취임
- 2024년 1월 5일 : 제70회 86명 졸업 (졸업생 17,287명)

## 참고 자료
- 성의여자고등학교 - 한국교육학술정보원 학교알리미